# Богачёва, Софья Юрьевна
Софья Юрьевна Богачёва (2 августа 1994) — российская тяжелоатлетка. Призёр чемпионатов России 2021 и 2024 годов. Мастер спорта России.

## Биография
Родилась 2 августа 1994 года.
В марте 2020 года присвоено звание звание «Мастер спорта России».
На чемпионате России по тяжёлой атлетике 2021 года, который состоялся в Ханты-Мансийске, Богачёва завоевала бронзовую медаль чемпионата страны в весовой категории до 59 кг, с общим весом на штанге по сумме двух упражнений 171 килограмм.
В июле 2024 года на чемпионате России, который состоялся В Новосибирске, Софья завоевала серебряную медаль в категории до 64 кг с результатом 199 кг по сумме двух упражнений.

## Основные результаты
| Год  | Соревнования     | Место проведения | Весовая категория | Рывок, кг | Толчок, кг | Сумма, кг | Место |
| ---- | ---------------- | ---------------- | ----------------- | --------- | ---------- | --------- | ----- |
| 2021 | Чемпионат России | Ханты-Мансийск   | до 59 кг          | 75        | 96         | 171       | 3     |
| 2024 | Чемпионат России | Новосибирск      | до 64 кг          | 89        | 110        | 199       | 2     |